# 香港迪士尼樂園酒店

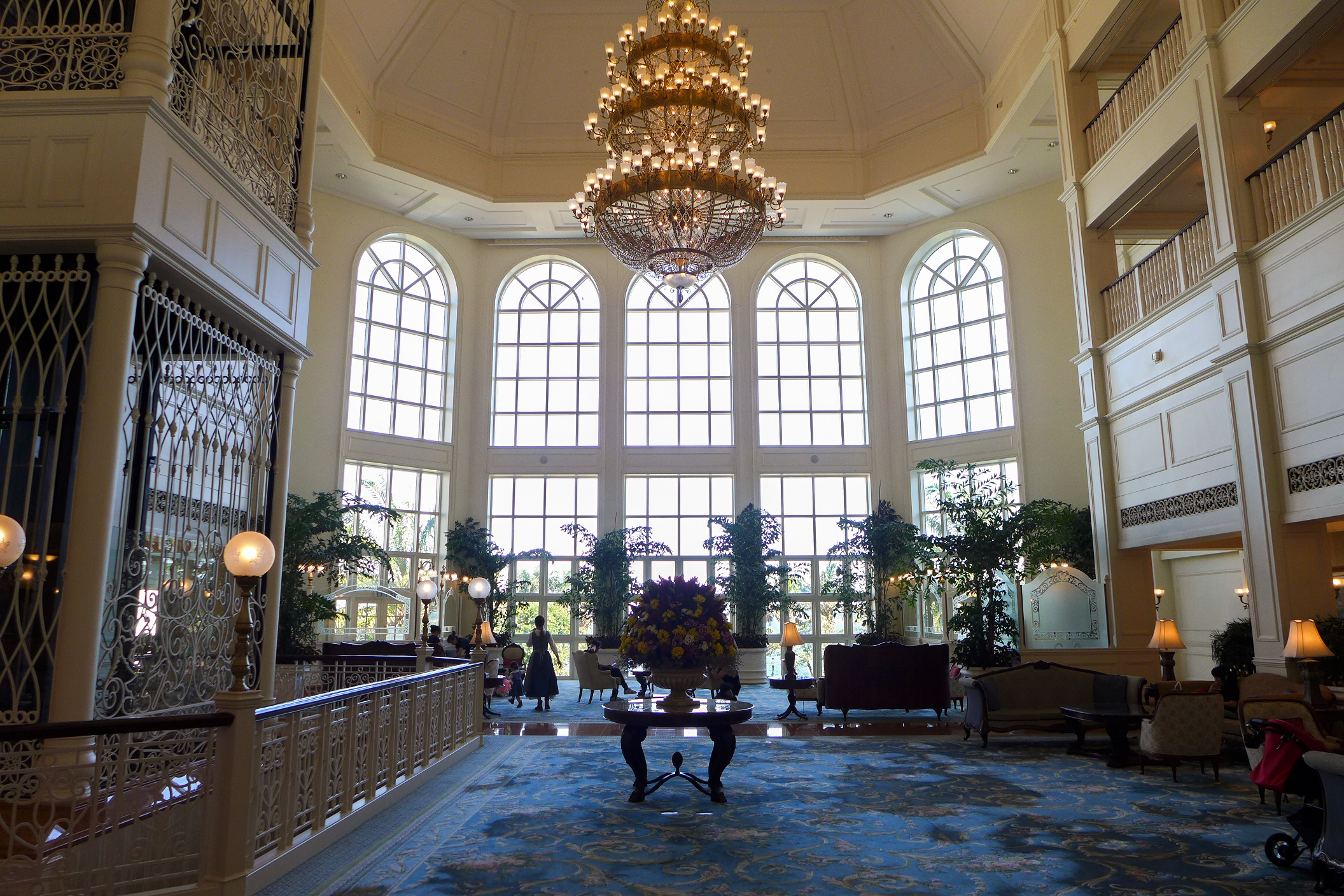
酒店大堂採用維多利亞時代的建築設計

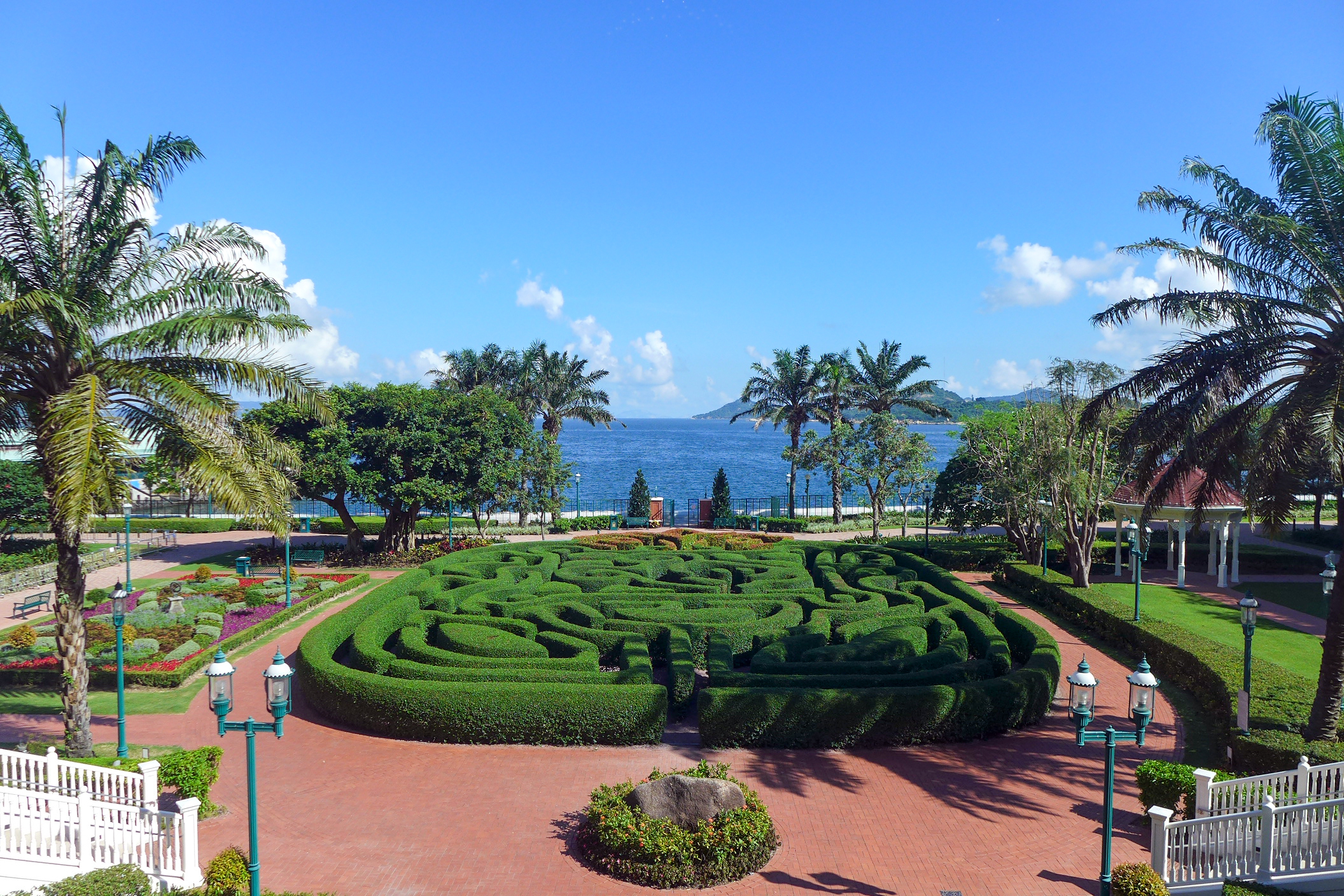
米奇迷宮

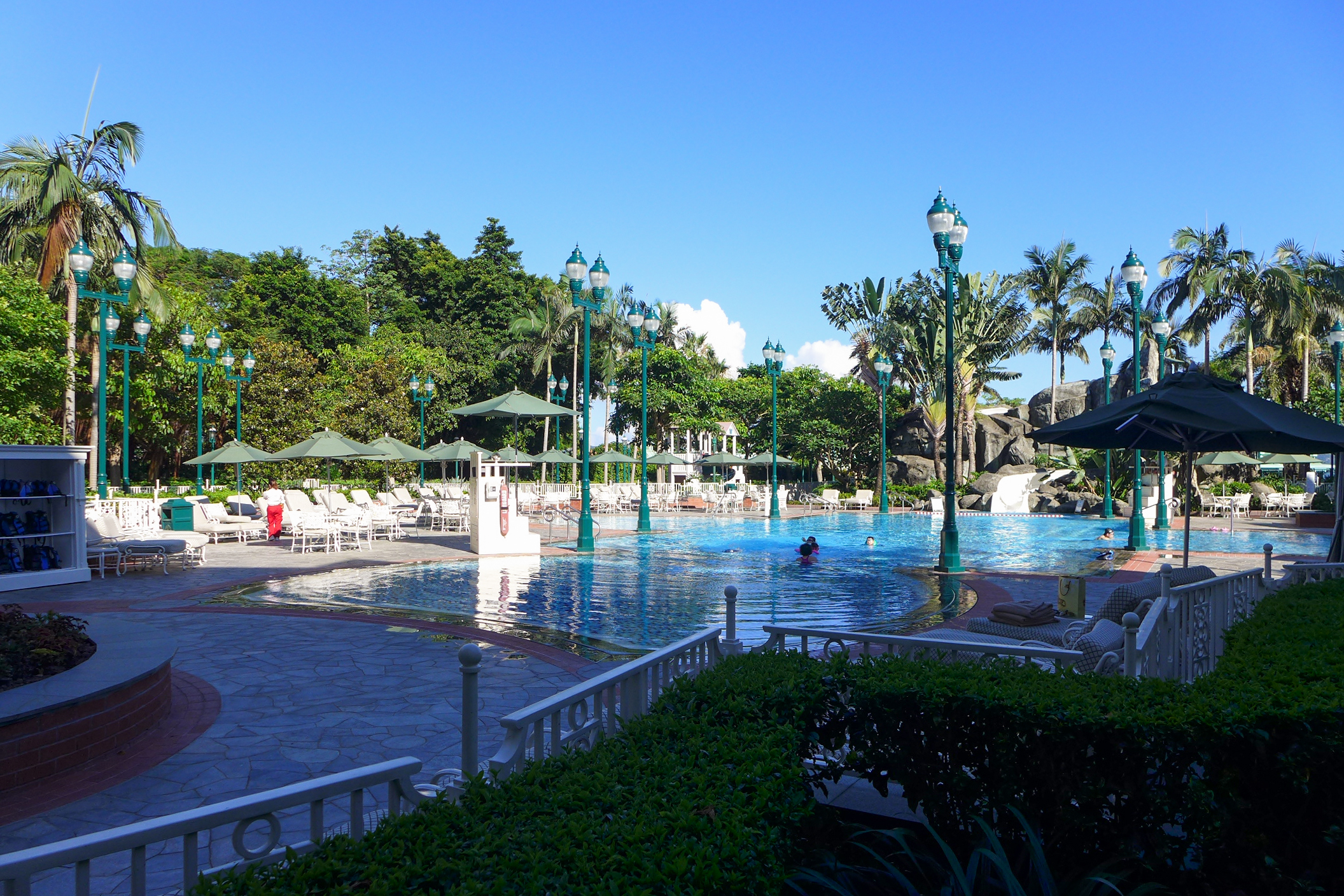
室外泳池

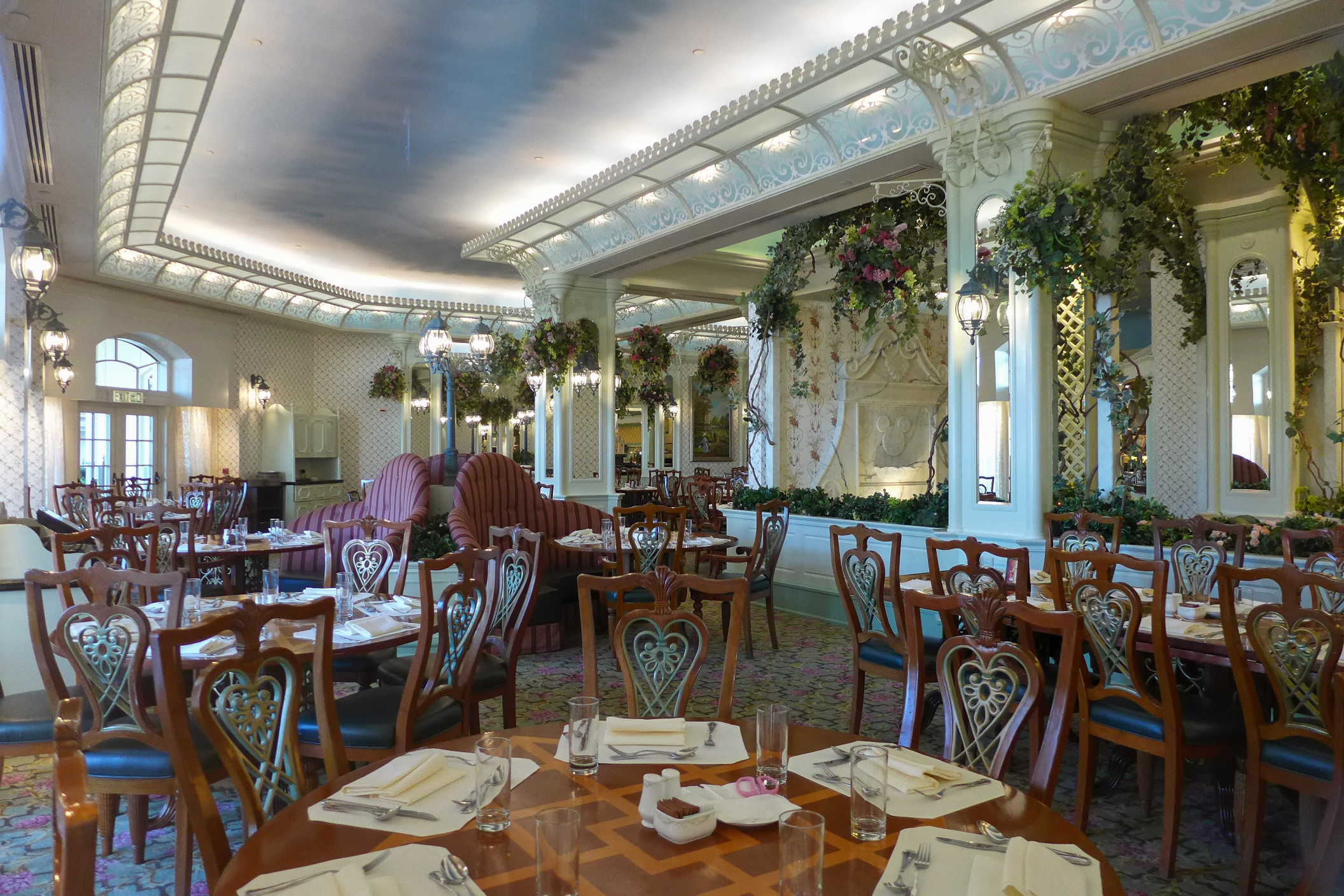
1樓翠樂庭餐廳

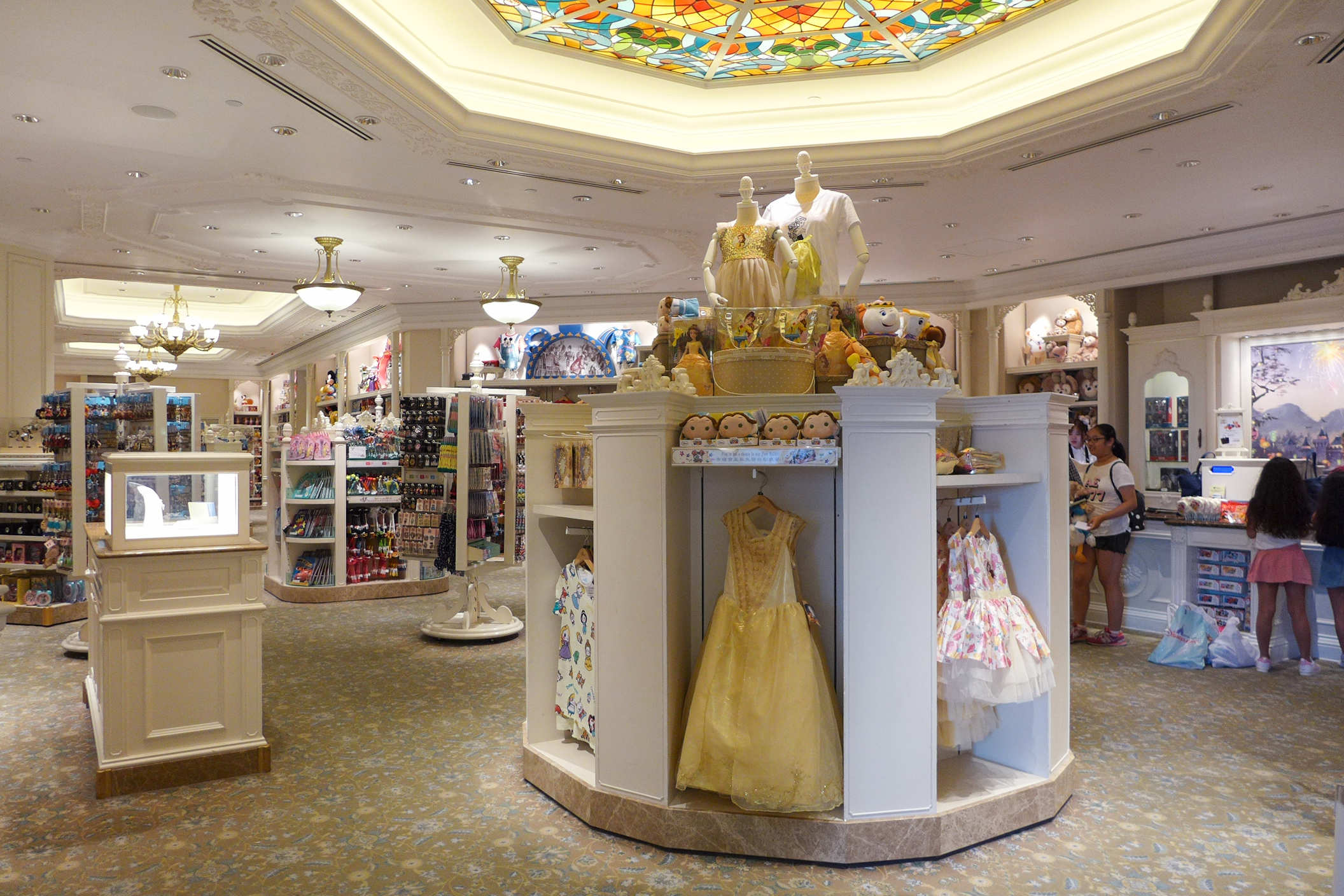
3樓皇庭禮品店

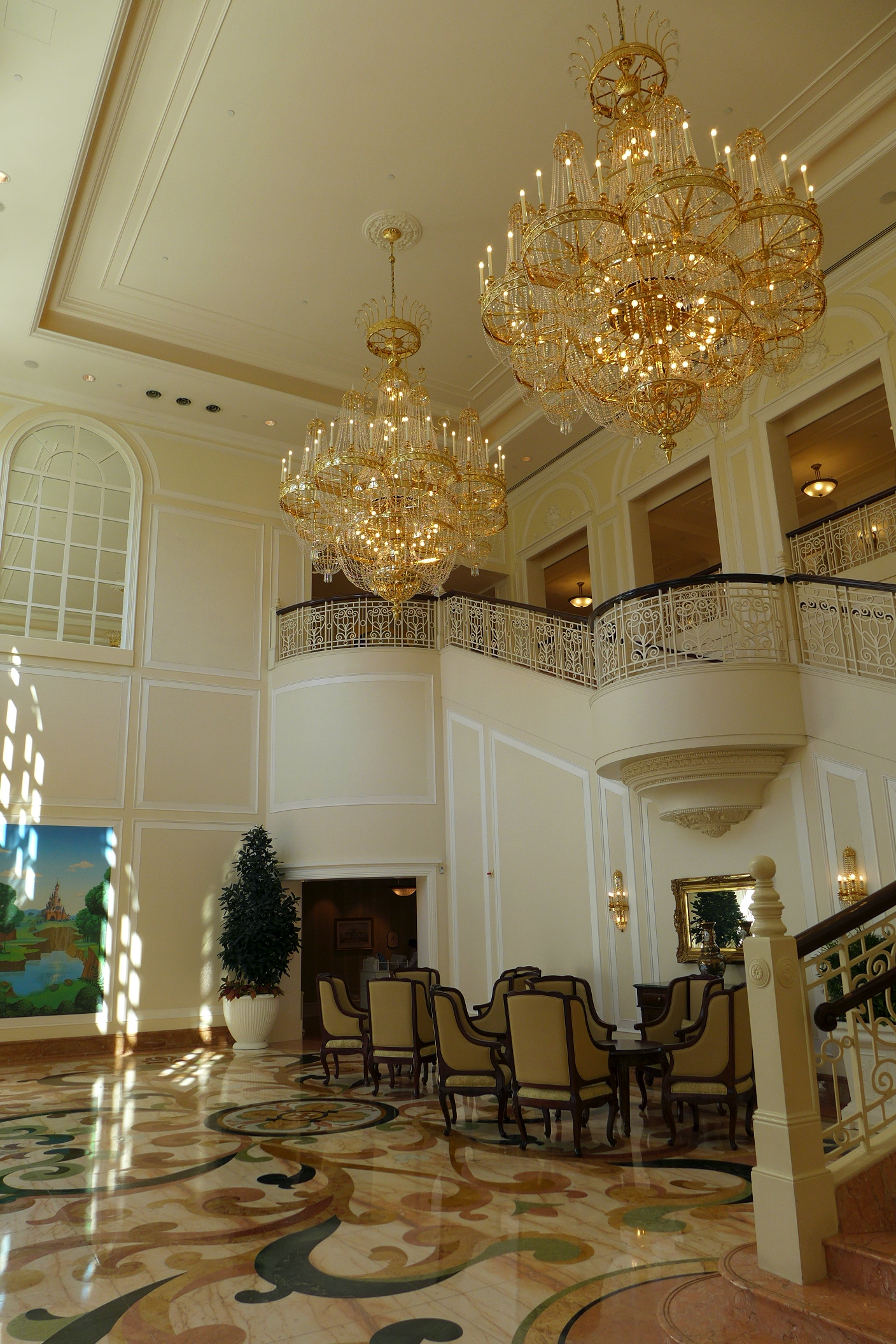
往仙杜瑞拉宴會廳通道的大堂設巨型水晶燈

香港迪士尼樂園酒店（英語：Hong Kong Disneyland Hotel）位於香港特別行政區大嶼山香港迪士尼樂園度假區內，屬五星級酒店。於2005年9月12日隨香港迪士尼樂園開幕。以迪士尼浪漫夢幻為主題，其設計採用維多利亞時代的建築設計，在香港較為罕見。因著酒店的紅色屋頂設計於本地少見，不少的士司機稱酒店為紅屋，更成為行內術語。
香港迪士尼樂園酒店在2007年還獲得討論區親子王國「『父母十大信心品牌選舉』2007」的「我最喜愛親子食．住．玩酒店大獎」。酒店每日有爵士樂隊和鋼琴表演。

## 酒店客房
香港迪士尼樂園酒店的客房設計，包含迪士尼旗下卡通人物的元素，提供400間不同類型的客房以供選擇，包括：海景及園林景觀客房、海景陽台客房、夢幻客房、國賓廳客房以及國賓套房。其中7樓國賓廳的貴賓客層更設有獨立私人露臺眺望迪士尼樂園的睡公主城堡。

## 餐廳酒廊
香港迪士尼樂園酒店裡共有4個餐廳及2個酒廊。

### 晶荷軒
室內設計以土、火、木、風和水為主題，賓客可在此餐廳品嚐中國四大菜系：川、京、滬、粵的佳餚。

### 翠樂庭餐廳
供應環球美食自助餐，用餐期間更有機會與一眾的迪士尼朋友見面。

### 華特餐廳
於2011年開業，以昔日維多利亞時代為主題，並掛有超過60幅華特•迪士尼的舊照片。提供各款以華特•迪士尼為設計靈感的特選菜式。

### 大廳
供應歐陸早餐、精選午間美食，以及休閒下午茶。

### 酒廊

#### 海風吧
賓客可在此享受日光浴，喝雞尾酒；在這裡舉行派對及戶外聚會。

#### 小巫師酒廊
來到這家小型酒廊，賓客可品嚐喜愛的飲品。

## 設施
酒店內設有室內、外泳池、一個室外按摩池，並設有長40米的滑水梯。室內泳池旁則設有健身室。酒店設一個巨型的米奇迷宮。泳池旁為網球場及多功能球場，小朋友更可參加酒店的活動。位於一樓的水療中心，設桑拿浴室、蒸氣室及按摩池。入住香港迪士尼樂園酒店國賓廳賓客可免費享用。
一樓亦設可供小朋友參加迪士尼主題活動和遊戲，欣賞經典迪士尼動畫電影的「童話天地」及讓小女孩化身為優雅公主的「魔法化妝廳」。

## 其它相關服務
- 酒店有為客人舉行童話式婚禮
- 香港迪士尼樂園度假區電視頻道

## 參看
- 香港迪士尼樂園度假區
- 迪士尼好萊塢酒店
- 迪士尼探索家度假酒店

## 外部連結
- 香港迪士尼樂園酒店 （页面存档备份，存于）